# Castello di Nyköping
Il castello di Nyköping è un castello medioevale sito a Nyköping, in Svezia. Il castello è noto soprattutto per un celebre banchetto che vi si tenne nel 1317.

## Costruzione
La costruzione del castello ebbe inizio alla fine del XII secolo, quando venne cominciato come una fortificazione.